# Tetragonia erecta
Tetragonia erecta är en isörtsväxtart som beskrevs av Robert Stephen Adamson. Tetragonia erecta ingår i släktet tetragonior, och familjen isörtsväxter. Inga underarter finns listade i Catalogue of Life.